# Стюарт-Мюррей, Джон, 7-й герцог Атолл
Джон Джеймс Хью Генри Стюарт-Мюррей, 7-й герцог Атолл (англ. John Stewart-Murray, 7th Duke of Atholl; 6 августа 1840 — 20 января 1917) — британский аристократ и пэр. Он был известен как маркиз Таллибардин с 1846 по 1864 год.

## Предыстория и образование
Родился 6 августа 1840 года в замке Блэр, Пертшир, Шотландия. Единственный сын Джорджа Мюррея, 6-го герцога Атолла (1814—1864), и Энн Хоум-Драммонд (1814—1897), дочери политика и адвоката Генри Хоум-Драммонда. Он получил образование в Итоне.

## Карьера

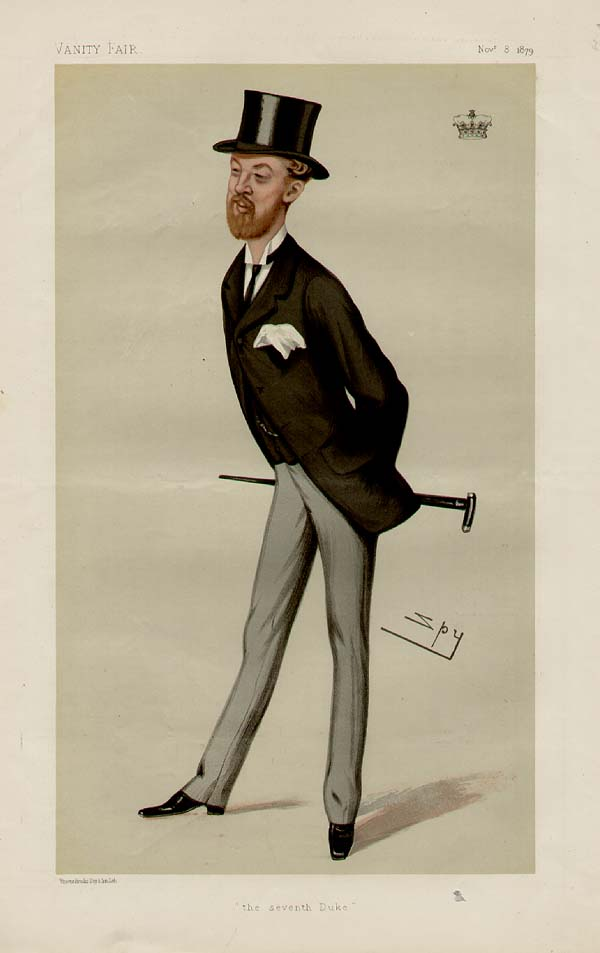
Карикатура на Джона Стюарта-Мюррея, 7-го герцога Атолла. Лесли Уорда в журнале Vanity Fair в 1879 году.

Герцог Атолл служил в шотландской фузилерной гвардии, достигнув звания капитана в 1864 году. В последний год он также унаследовал герцогство своего отца. В 1865 году он зарегистрировал дополнительную фамилию Стюарт при Лионском суде. С 1878 по 1917 год он служил лордом-лейтенантом Пертшира. Он был назначен рыцарем Ордена Чертополоха в 1868 году и был канцлером ордена Чертополоха с 1913 года до своей смерти. Его также помнят за то, что он посвятил годы своей жизни редактированию записей семьи и связанной с ней истории.

## Семья
29 октября 1863 года, за несколько месяцев до своего наследования, лорд Таллибардин женился на Луизе Монкриф (11 июня 1844 — 8 июля 1902), дочери сэра Томаса Монкрифа, 7-го баронета (1822—1879), и леди Луизы Хэй-Драммонд (? — 1898). Она проявляла большой интерес к Шотландской лошади, военному полку, созданному ее сыном лордом Таллибардином для службы в Южной Африке во время Второй англо-бурской войны (1899—1902), и одним из ее последних публичных мероприятий была помощь в оснащении роты подкрепления для полка в начале 1902 года. Герцогиня Атольская умерла в Италии 9 июля 1902 года в возрасте 58 лет.
Герцог Атолл оставался вдовцом до своей смерти в замке Блэр в январе 1917 года в возрасте 76 лет.
У супругов было четверо сыновей (из которых старший умер в младенчестве) и три дочери (все они дожили до зрелого возраста), в том числе шотландская фольклористка леди Эвелин Стюарт Мюррей и коллекционер ранней шотландской музыки леди Доротея Рагглз-Брайз. После его смерти герцогство перешло к его второму, но старшему из оставшихся в живых сыновей, Джону Стюарту-Мюррею, 8-му герцогу Атоллу, а затем к его третьему сыну, майору Джеймсу Стюарту-Мюррею, 9-му герцогу Атоллу, также известному как Джеймс Мюррей. У 7-го герцога нет известных выживших потомков.

## Дети
- Леди Доротея Луиза Стюарт-Мюррей (25 марта 1866 — 28 декабря 1937), замужем с 1895 года за майором Гарольдом Гудивом Рагглз-Бриз (1864—1927)
- Леди Хелен Стюарт-Мюррей (20 апреля 1867 — 1 декабря 1934), муж с 1916 года Дэвид Александр Тод (? — 1933)
- Леди Эвелин Стюарт-Мюррей (17 марта 1868 — 30 июля 1940), незамужняя
- Джон Стюарт-Мюррей (30 августа 1869 — 31 августа 1869), маркиз Таллибардин, умер в младенчестве
- Джон Джордж Стюарт-Мюррей (15 декабря 1871 — 16 марта 1942), маркиз Таллибардин, впоследствии 8-й герцог Атолл
- Майор лорд Джордж Стюарт-Мюррей (17 февраля 1873 — 14 сентября 1914)
- Лорд Джеймс Томас Стюарт-Мюррей (18 августа 1879 — 8 мая 1957), впоследствии 9-й герцог Атолл.

## Титулатура
- 7-й герцог Атолл (с 16 января 1864)
- 8-й маркиз Атолл (с 16 января 1864)
- 7-й маркиз Таллибардин, Пертшир (с 16 января 1864)
- 10-й граф Таллибардин (с 16 января 1864)
- 9-й граф Атолл (с 20 января 1917)
- 7-й граф Страттей и Стратхардл, Пертшир (с 16 января 1864)
- 8-й виконт Балкухиддер (с 16 января 1864)
- 7-й виконт Балкухиддер, Глеалмонд и Гленлайон, Пертшир (с 16 января 1864)
- 12-й лорд Мюррей из Таллибардина (с 16 января 1864)
- 10-й лорд Мюррей, Гаск и Балкухиддер (с 16 января 1864)
- 7-й лорд Мюррей, Балвени и Гаск (с 16 января 1864)
- 3-й барон Гленлайон из Гленлайона, Пертшир (с 16 января 1864).
- 4-й барон Мюррей из Стэнли, Глостершир (с 16 января 1864)
- 6-й лорд Перси (с 12 февраля 1865)
- 12-й лорд Стрейндж (с 16 января 1864)
- 7-й граф Стрейндж, Пертшир (с 16 января 1864)